# Gentiflor Pfäffinger

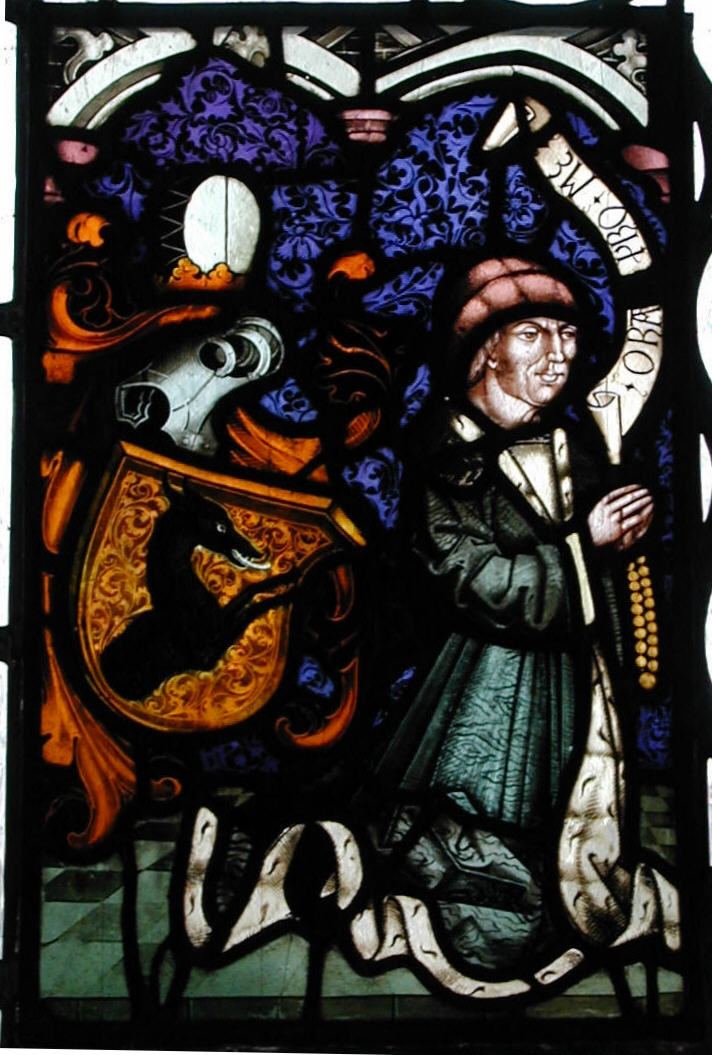
Gentiflor Pfäffinger mit Rüdenwappen, Glasfenster, Kirche von Salmanskirchen.

Gentiflor Pfäffinger (auch Gentifler, Gentefler, Genteflor, Gentyflor etc., auch Pfaffinger oder Pfeffinger; * vor 1442, † 1503 in Landshut, Bayern) aus dem Geschlecht der Pfäffinger, war seit 1457 Erbmarschall von Niederbayern (Bayern-Landshut).

## Leben
Gentiflor Pfäffinger zu Salmanskirchen ist unter den niederbayerischen Rittern verbürgt und scheint im niederbayrischen Landsassenverzeichnis und der Landschaft auf. Sein Vater war Marschall am Hofe Georg des Reichen. Nach dem Aussterben der Linie Pfäffinger zum Steeg trat er 1457 das Erbe an, das ihm den Titel und die Würde eines Erbmarschalls in Niederbayern und unter anderem auch den Edelsitz Steeg einbrachte.
Als seine Frau Magdalena hochschwanger war, vernichtete im Sommer 1463 ein Brand das „Veste Haus“ der Pfäffinger, das in Salmanskirchen auf dem Hügel neben der Kirche stand. Obdachlos geworden, zog Gentiflors Familie vorübergehend zu den Eltern seiner Ehefrau auf deren Stammsitz Wildenheim. Dort wurden zwei Töchter geboren, am 7. September 1463 Maria, die spätere Äbtissin Ursula von Frauenchiemsee, und im Jahr 1465 Regina, die spätere Äbtissin vom Nonnberg. In der Zwischenzeit ließ Gentiflor einen Neubau in der Ebene außerhalb des Dorfes Salmanskirchen errichten.
Dem neuen Schloss, siehe Stich von Michael Wening, fügte er eine Schlosskapelle an, die der Heiligsten Dreifaltigkeit geweiht wurde. Von dem Gebäude ist heute nur noch das so genannte „Schlosshäusel“ erhalten.

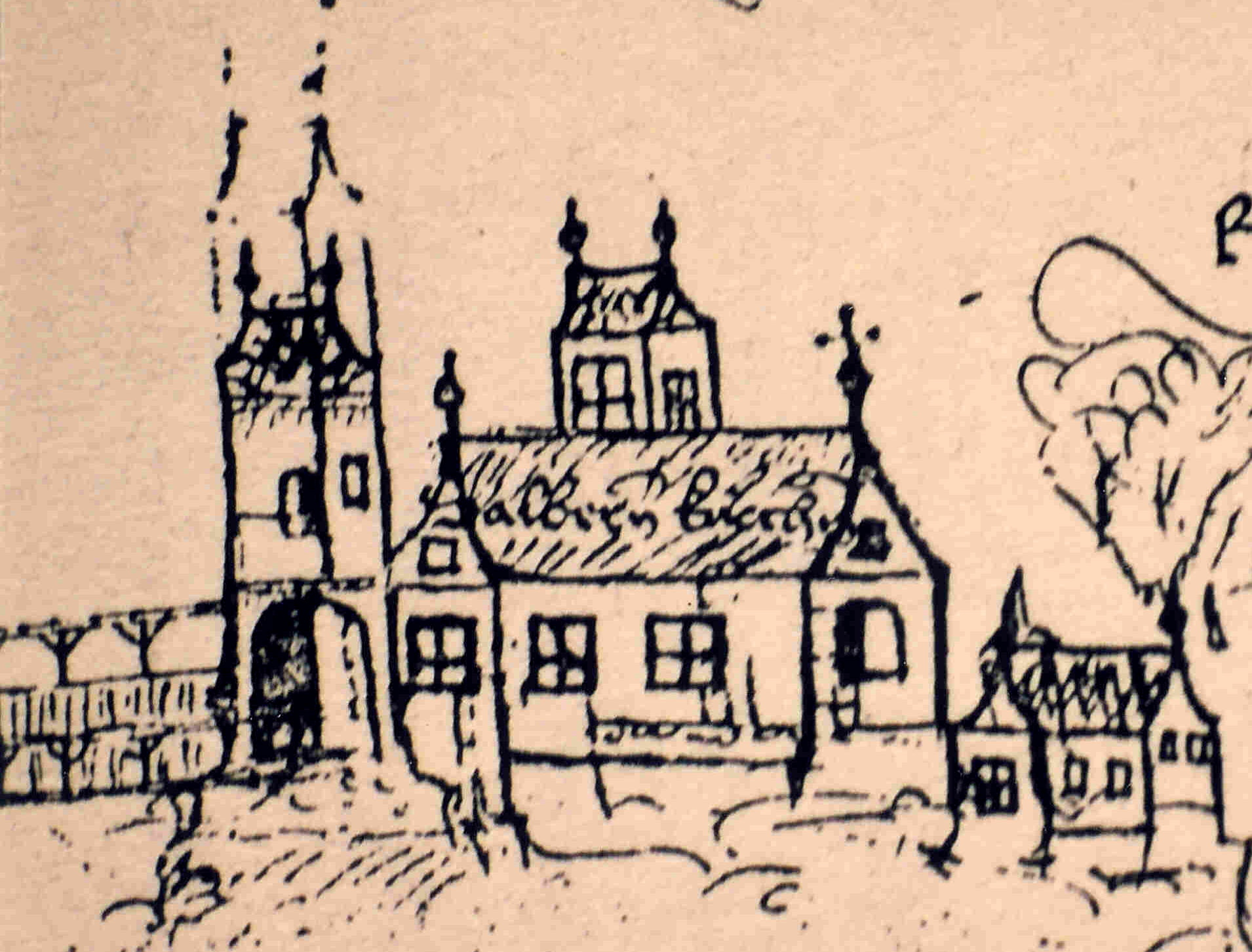
Das alte Schoss  von Salmanskirchen in seiner ältesten Darstellung.
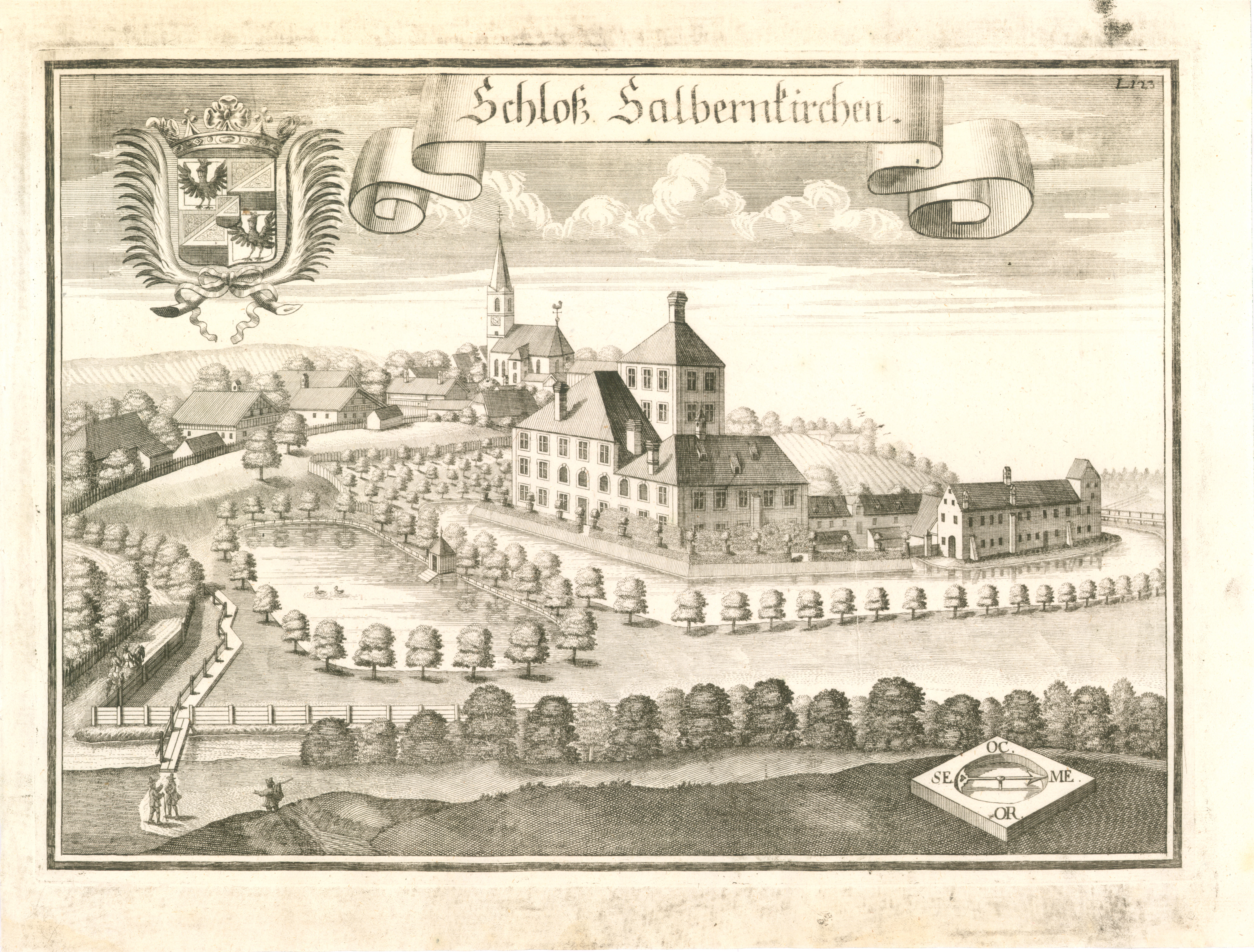
Schloss Salbernkirchen zu Salmanskirchen. Stich von Michael Wening, 1723.
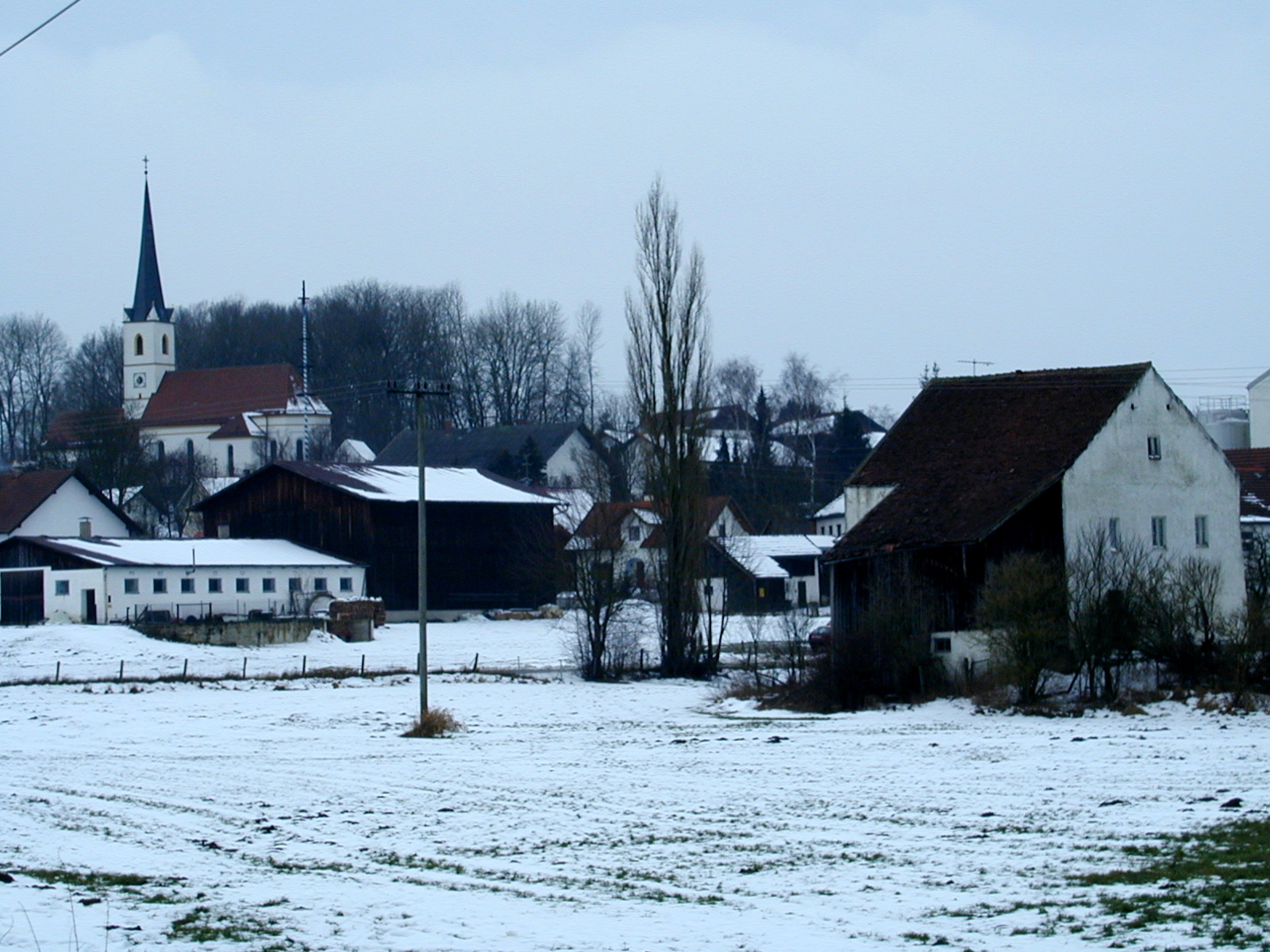
Salmanskirchen von Südosten, rechts „Schlosshäusel“.
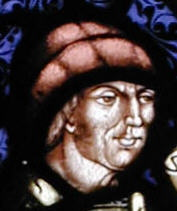
Gentiflor Pfäffinger, Porträt
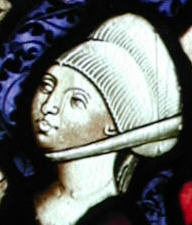
Porträt der Anna Auer von Buolach, der zweiten Frau Gentiflors

1482 starb zunächst sein ältester Sohn Bernhard III. in Böhmen an der Pest, wenig später erlagen dieser Epidemie auch seine Frau Magdalena und die Tochter Anna in Passau. In der Kirche von Salmanskirchen befindet sich jedoch lediglich ein Grabstein für Magdalena. Entweder wurde Anna ungenannt mit ihrer Mutter beigesetzt oder, und das ist wahrscheinlicher, der Stein ist nur zum Gedenken gesetzt und beide wurden in Passau beerdigt. Bernhard III. wurde auf Bitten seiner Schwester Regina in der Kirche des Benediktinen-Frauenstifts Nonnberg zu Salzburg beigesetzt. Dessen Grabstein ist nicht erhalten.

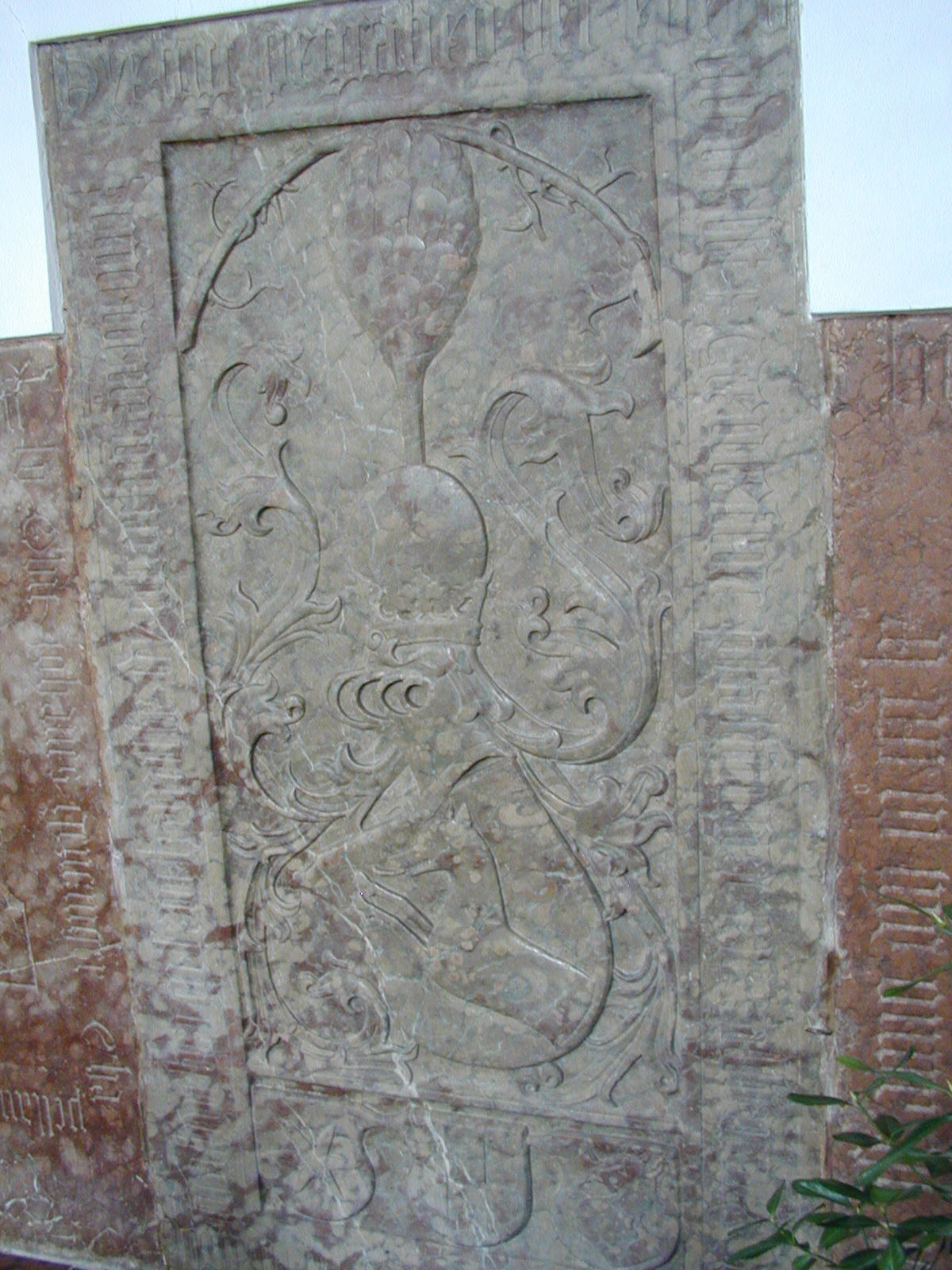
Gentiflors Grabstein, Kirche von Salmanskirchen

1484 wird Gentiflor als Vater der jüngsten Konventsfrau Regina Pfäffinger, ab 1505 selbst Äbtissin dieses Klosters, unter den Gästen aufgezählt, die zur Weihe von Äbtissin Daria von Panicher und an der darauffolgenden Tafel ins Benediktinen-Frauenstifts Nonnberg zu Salzburg geladen sind.
Als Gentiflor 1503 in Landshut starb, stand der Landshuter Erbfolgekrieg unmittelbar bevor, der dann am 17. April 1504 ausbrach und erst am 30. Juli 1505 mit dem Kölner Schiedsspruch des römisch-deutschen Königs Maximilian I. auf einem Reichstag zu Köln endete. Das Haus Bayern-Landshut und das Herzogtum Niederbayern wurden aufgelöst, deren Gebiet und Herrschaft fielen an die Linie Bayern-München des Hauses Wittelsbach. Doch obwohl Niederbayern nun verwüstet, ausgehungert und damit am Ende war, hatte die gesellschaftliche Stellung der Pfäffinger nicht darunter gelitten. Dank Gentiflor war sie ausgebaut und ihr Besitz durch Arrondierungen gefestigt worden.
Gentiflor wurde in Salmanskirchen beigesetzt, sein 2,13 m hoher und 1,14 m breiter Grabstein aus rotem Marmor von Franz Sickinger zeigt in gotischen Minuskeln die Umschrift: „Hye ligt pegraben der edel und vesst / Genteflor pfäffinger csv salbarn / kirch Erbmarschal in Bayrn und Magdalena Hueberin sein Hausfr / dy gestorbn ano mo ccccc (iii)“. Mittig auf dem Stein finden sich das Pfäffingerwappen (halber steigender Rüde), darunter die Wappen der Familien Auer von Buolach, Huber von Wildenhaim und Trennbeck.

## Wirken
Gentiflor galt als „mit Klugheit und Weisheit begabt“ und zählte um 1460 zu den Edelleuten des Gerichts Neumarkt. Die ererbten Güter in der offenen Hofmark Salmanskirchen leitete er „mit Umsicht“. Daneben hatte er Güter in der Veichter Pfarrei (bei Neumarkt a. d. Rott), zu Pulspach (Gerichtsbezirk Biburg, Amt Velden) und zu Brand. Das ererbte Wasserschloss in Steeg musste er allerdings  verkaufen, um damit die Haupterbin und Witwe seines Vetters Hans Pfäffinger, eine geborene Frau von Wildpret, mit 5.000 Gulden auszahlen zu können. Von diesem Schloss in Steeg bei Buchbach ist nur noch die vergleichsweise große Schlosskapelle erhalten.
Bucelin bezeichnete ihn zwar als „Aulae Praefectus Gerorgij Ducis Bavariae“ („Haushofmeister des Herzogs Georg von Bayern“), irrte darin aber. Gentiflor hatte dieses Amt nur bis zum Jahr 1479 inne, in welchem nach dem Tode dessen Vaters, Ludwig IX. des Reichen, nun Georg der Reiche von Bayern-Landshut seine Regierung in Niederbayern antrat. Tatsächlich war Gentiflor Pfäffinger Herzog Ludwigs engster Vertrauter, herzoglicher Rat und Hofmeister in Seligenthal. Siebmacher behauptete sogar, dass er „am Hofe zu Wittenberg lebt und dort seinen Vetter, den Hanns Jordan von Herzheim erzieht, dem er den Martin Luther selbst zum Praeceptor bestellt“. Wenngleich dies unrichtig ist und viele Personen und Umstände verwechselt, so liefert es dennoch ein Bild davon, welchen überragenden Ruf dieser Mann in seiner Zeit und seinem Umfeld hatte.
Er wurde ans Hofgericht zu Landshut berufen und war dort in der Funktion als herzoglicher Rat am 17. Januar 1478 an der Urteilsfindung bei der seinerzeit bemerkenswerten Scheidung des Ehepaars Augustin und Elisabeth Reigker zu Söll beteiligt.
Nach seinem Ausscheiden aus dem herzoglichen Hofdienst bekleidete er 1478 bis 1481 das einträgliche Amt eines Pflegers von Trostberg und sodann das eines Rates des Bischofs von Freising. Als Pfleger und Landrichter zu Trostberg erteilte er am 19. Juni 1479 von Landgerichts wegen nach dem Urteil des Schrannengerichts der Kirche Tacherting die Zuwendung einer jährlichen Gült. Eine Vielzahl von Urkunden nennen ihn als Spruchmann, Siegler oder Partei.
Als Erbmarschall in Niederbayern bestätigte Gentiflor am 24. August 1500 der Stadt Wasserburg die Festlegung von Herzog Georg, wonach die Stadt auf dem Landtag zu Landshut im Rang über der Stadt Burghausen stehe.
Kurz vor seinem Tod hatte er noch zusammen mit seinem Sohn Degenhart Pfäffinger die baufällige, zuletzt von seinen Vorfahren im 14. Jahrhundert renovierte Kirche in Salmanskirchen von Grund auf neu errichtet und erweitert. Dieser Umbau wurde 1502 vollendet.

## Familie und Nachkommen
Gentiflor war der einzige überlebende Sohn des Caspar I. Pfäffinger und dessen zweiter Ehefrau Elisabeth von Trennbeck (auch Trennbach) zu Walberg.
Er war in erster Ehe verheiratet mit Magdalena Huberin von Wildenheim (* vor 1444; † 1482 in Passau). Dieser Verbindung entstammten fünf (oder sechs) Kinder:
- Maria (Ursula) (* 7. September 1463 Wildenheim; † 18. Oktober 1532 auf Frauenchiemsee)
- Regina (* 1465 in Wildenheim; † 23. April 1516 in Nonnberg/Salzburg)
- Bernhard III. (* vor 1471; † 1482 in Böhmen)
- Degenhart (* 3. Februar 1471 in  Salmanskirchen; † 3. Juli 1519 in Frankfurt/Main)
- Anna († 1482 in Passau)
- Johannes V, auch Hans genannt (früh verstorben)
Von diesen traten zwei dem geistlichen Stand bei: Regina ging ins Benediktinen-Frauenstift Nonnberg in Salzburg, dem sie von 1503 bis 1514 als Äbtissin vorstand, und Maria ins Benediktinerinnenkloster Frauenchiemsee, das sie unter dem Namen Ursula ebenfalls von 1494 bis 1529 als Äbtissin führte.
Sein älterer Sohn Bernhard III. lebte in hohem Ansehen am Königshof zu Prag und starb in Böhmen an der Pest, der jüngere Sohn Degenhart war Ritter, Herr auf Salmanskirchen und Zangberg, Erbmarschall von Niederbayern, Innerster Kämmerer und Rat in Kursachsen. Seine Tochter Anna starb jung und gemeinsam mit ihrer Mutter in Passau an der Pest.
In zweiter Ehe war Gentiflor mit Anna Auer von Buolach († 1506) verheiratet. Diese Ehe blieb kinderlos.